# Захария Григорьевич Овин
Захария Григорьевич Овин (Отвин, Овинов, Авинов; ум. 1477) — боярин и новгородский посадник в эпоху падения Великого Новгорода.

## Биография
Происходил из рода Авиновых; сын посадника Григория Кирилловича.
В 1476 году он вместе с сыном Захарием встречал великого князя Иоанна Васильевича во Влукоме и присутствовал на суде великого князя в Городище, причём с архиепископом Феофилом ходатайствовал о возвращении свободы опальным новгородским боярам.
В декабре 1476 года Иоанн Васильевич пировал в его доме, а при возвращении великого князя из Новгорода в Москву посадники Захария и Фома поднесли ему богатые дары от имени новгородских жителей, и великий князь взаимно отдарил подносителей.
В следующем 1477 году посадник Захария Овин, не поладив с согражданами, сам поехал в Москву судиться у великого князя с многими новгородцами, чего, по словам летописца, не бывало со времен Рюрика. Восстановив таким образом против себя новгородцев, Захария, очевидно выгораживая себя, оговорил боярина Василия Никифоровича Пенкова, который и был убит возмутившейся толпой, но и сам посадник не избегнул той же участи: вместе с братом Кузьмою он был убит новгородцами на Владычнем дворе.
Сын его Захария в 1478 году перешёл на службу к великому князю Московскому.